# Scaphyglottis reflexa
Scaphyglottis reflexa é uma espécie de orquídea epífita, família Orchidaceae, que habita da Costa Rica ao norte do Brasil.